# Elyana
 (mai 2024).
Erneelya Elyana Emrizal (née le 5 juillet 1987) est une chanteuse et actrice malaisienne,. Il a commencé sa carrière dans le divertissement à l'âge de 14 ans. Tout au long de sa carrière musicale, Elyana a publié 4 albums studio, 2 albums de compilation et a enregistré plus de 40 chansons. Au début de son apparition, Elyana a interprété des chansons avec des rythmes pop, des ballades et du R&B, puis s'est tournée vers le pop rock.

## Vie privée
Elyana est née et a grandi à Shah Alam, Selangor et est la deuxième enfant de quatre enfants, 3 filles et 1 garçon d'Emrizal Shamsuddin et Shamsidar Alias.
Il s'est marié le 19 novembre 2010 avec Khairul Anuar Husin et a une fille, Cinta Sumayyah,.
Elyana suit un traitement pour un cancer du lymphome de stade 4. Après avoir été éliminée dans Gegar Vaganza 4, Elyana a annoncé qu'elle souffrait d'un cancer du lymphome de stade quatre depuis 7 ans.
Il se décrit comme un aveugle en informatique.
En octobre 2018, Elyana a adopté un garçon trisomique,.
Le 8 décembre 2021, Elyana a annoncé qu'elle était indemne d'un cancer du lymphome.

## Discographie

### Album de studio
- Satu (2002)
- Segalanya (2003)
- Bicara Mata Ini (2005)
- Jadi Diriku (2007)

### Album de compilation
- Terbaik... Elyana (2012)

## Filmographie

### Film
| Année | Titre                | Rôle                | Note            |
| ----- | -------------------- | ------------------- | --------------- |
| 2006  | Gong                 | Ika                 | Le premier film |
| 2008  | Dunia Baru The Movie | Sofia Nordin / Opie |                 |
| 2010  | Hooperz              |                     |                 |
| 2018  | Dukun                | Nadia Karim         |                 |

## Remarques
1. ↑  Il partage la date de naissance avec Raja Farah et Juliana Evans, également nées le 5 juillet, mais à des années différentes. En effet, Elyana est née le 5 juillet 1987, tandis que Raja Farah est née le 5 juillet 1988 et Juliana Evans est née le 5 juillet 1989.